# Kanton Caulnes
Caulnes is een voormalig kanton van het Franse departement Côtes-d'Armor. Het kanton maakte deel uit van het arrondissement Dinan. Het werd opgeheven bij decreet van 13 februari 2014 met uitwerking op 22 maart 2015. Alle gemeenten werden toegevoegd aan het kanton Broons.

## Gemeenten
Het kanton Caulnes omvatte de volgende gemeenten:
- Caulnes (hoofdplaats)
- Guenroc
- Guitté
- La Chapelle-Blanche
- Plumaudan
- Plumaugat
- Saint-Jouan-de-l'Isle
- Saint-Maden